# Макс — тореадор
«Макс — тореадор» (фр. Max toréador, 1913) — французский художественный фильм Макса Линдера.

## Сюжет
Макс хочет стать пикадором и, чтобы тренироваться, покупает корову. Став на время пастухом, он остается тем же модным щеголем.
Вторая часть «Макса-тореадора» наполнена хроникальными съемками, показывающими Макса Линдера, орудующего шпагой на арене в Барселоне.

## В ролях
- Макс Линдер
- Стася Наперковская

## Интересные факты
- В Петербурге журналист и сценарист Н. Н. Брешко-Брешковский высказал предположение, что на арене Линдера заменял дублёр. Возмущённый Макс счёл себя оскорблённым и вызвал обидчика на дуэль[1].